# Gérard Croissant
Pour les articles homonymes, voir Croissant.
Gérard Croissant, dit « frère Éphraïm », né le 17 février 1949 à Nancy dans une famille protestante et converti au catholicisme, est le cofondateur de la communauté des Béatitudes.
Après une succession de scandales sexuels, il est relevé de son ministère de diacre par l’Église catholique en 2008 et exclu de la communauté.

## Biographie
Gérard Croissant étudie de 1955 à 1964 à l'école élémentaire Ory à Nancy, puis au lycée Henri-Poincaré de 1961 à 1964 dans la même ville. Il est ensuite élève de 1964 à 1968 au lycée Jacques-Callot de Vandœuvre-lès-Nancy[réf. nécessaire], puis il suit les cours de la faculté de théologie protestante de Montpellier.
De 1971 à 1972, il séjourne dans un oulpan à Jérusalem afin d'apprendre l'hébreu, et de 1977 à 1978, étudie à l'université de Richmond en Virginie[réf. nécessaire].
Plusieurs rencontres[Lesquelles ?] le conduisent à fonder, en 1973, la communauté du Lion de Juda et de l'Agneau immolé qui devient la communauté des Béatitudes en 1991. 
Gérard Croissant est ordonné diacre dans l'Église catholique en 1978. 
Dès 1996, il ne participe plus au gouvernement de la communauté.

## Scandales sexuels
En 2007, le Saint-Siège demande à la communauté des Béatitudes de modifier entièrement ses statuts et exige « une stricte séparation entre les frères, les sœurs et les laïcs ainsi que la fin de la confusion entre spirituel et psychologique. »,
Accusé d'avoir entretenu des relations sexuelles avec des sœurs de la communauté, Gérard Croissant est renvoyé de l'état clérical et exclu des Béatitudes en 2008. Après un séjour à Kigali au Rwanda, dans l'une des maisons des Béatitudes, il revient en France et réside à Labrit dans les Landes.
Son beau-frère, Philippe Madre, ancien modérateur général des Béatitudes et diacre, est lui aussi « déclaré coupable de faits moralement graves » et renvoyé de l'état clérical en mai 2010.
Le 16 novembre 2011, la communauté des Béatitudes révèle dans un communiqué que Gérard Croissant « a reconnu de graves manquements à son devoir d’état en matière sexuelle, en particulier avec des sœurs de la Communauté, ce qui a entraîné plusieurs d’entre elles à quitter la Communauté. Un cas concerne même une jeune fille mineure. Son prestige de fondateur charismatique, joint à la séduction de sa parole, a conduit la plupart de ces victimes à se laisse abuser par un discours prétendument mystique, couvrant de motifs spirituels de graves entorses à la morale évangélique. Ces justifications erronées d’actes délictueux ont même pu faire école dans le cercle restreint de ses proches. Ces faits n’ont jamais été l’objet d’aucune plainte publique. Ils sont restés, hélas, trop longtemps secrets au sein d’un petit cercle. »,.
D'anciens proches l'accusent de s'être enrichi personnellement et le décrivent comme « "un gourou", "un malade" et "un obsédé sexuel" ».

## L'influence de Thomas Philippe
Selon Céline Hoyeau, journaliste au quotidien La Croix, Thomas Philippe a eu une « influence majeure » sur Gérard Croissant dont il a assuré la direction spirituelle. Elle juge « plus que probable » que le dominicain ait transmis au cofondateur des Béatitudes la doctrine mystico-sexuelle qu'il avait pratiquée à l'Eau vive dans les années 1950 puis à l'Arche avec Jean Vanier. Henry Donneaud, nommé commissaire puis assistant apostolique chargé de la « refondation » de la communauté des Béatitudes de 2010 à 2020, révèle l'existence d'une lettre adressée par Gérard Croissant à Thomas Philippe dans laquelle il lui confiait entretenir un commerce sexuel avec des jeunes sœurs des Béatitudes. Thomas Philippe, « loin de le mettre en garde, lui avait donné sa bénédiction » en lui présentant les choses comme « une grâce particulière qui est faite à certains de vivre une forme intégrale d'amour ». Henry Donneaud y reconnaît la marque propre de la doctrine Philippe : « Toutes les victimes d'Éphraïm que j'ai rencontrées [...] évoquaient ce discours mystique. »